# Allgemeine Encyclopädie der Wissenschaften und Künste
La Allgemeine Encyclopädie der Wissenschaften und Künste (alemán para "Enciclopedia Universal de Ciencias y Artes") fue una enciclopedia alemana del siglo XIX, publicada por Johann Samuel Ersch y Johann Gottfried Gruber, conocidos como "Ersch-Gruber." Fue uno de los proyectos enciclopédicos más ambiciosos de todos los tiempos y aún sigue incompleta.
Fue iniciada en 1813 por el profesor Ersch para satisfacer las necesidades de los alemanes, solo cubierta en parte por obras extranjeras. Fue detenida por la guerra hasta 1816, cuando el profesor Gottlieb Hufeland se unió al proyecto, aunque falleció el 25 de noviembre de 1817, mientras que parte de la obra estaba en prensa. 

## Volúmenes
El primer volumen apareció en Leipzig en 1818. Los editores de las diferentes secciones en distintos momentos fueron algunos de los ilustrados más renombrados en Alemania, incluyendo a Gruber, August Leskien, M.H.E. Meier, Hermann Brockhaus, W. Müller y A.G. Hoffmann de Jena. Todos los artículos llevan el nombre de su autor y aquellos que no estuvieron listos a tiempo fueron ubicados al final de su letra. Para 1889, cuando el proyecto fue abandonado, la Enciclopedia había alcanzado los 167 volúmenes. Así, solo el artículo sobre Grecia cubría 3.668 páginas y ocupaba ocho volúmenes. 
La obra está dividida en tres secciones:
1. A-G (99 volúmenes)
2. H-N (43 volúmenes)
3. O-Z (25 volúmenes)

La primera sección fue terminada, pero la segunda sección solo llegó a la entrada "Ligatur" y la sección tres hasta "Phyxios".